# Harzgerode

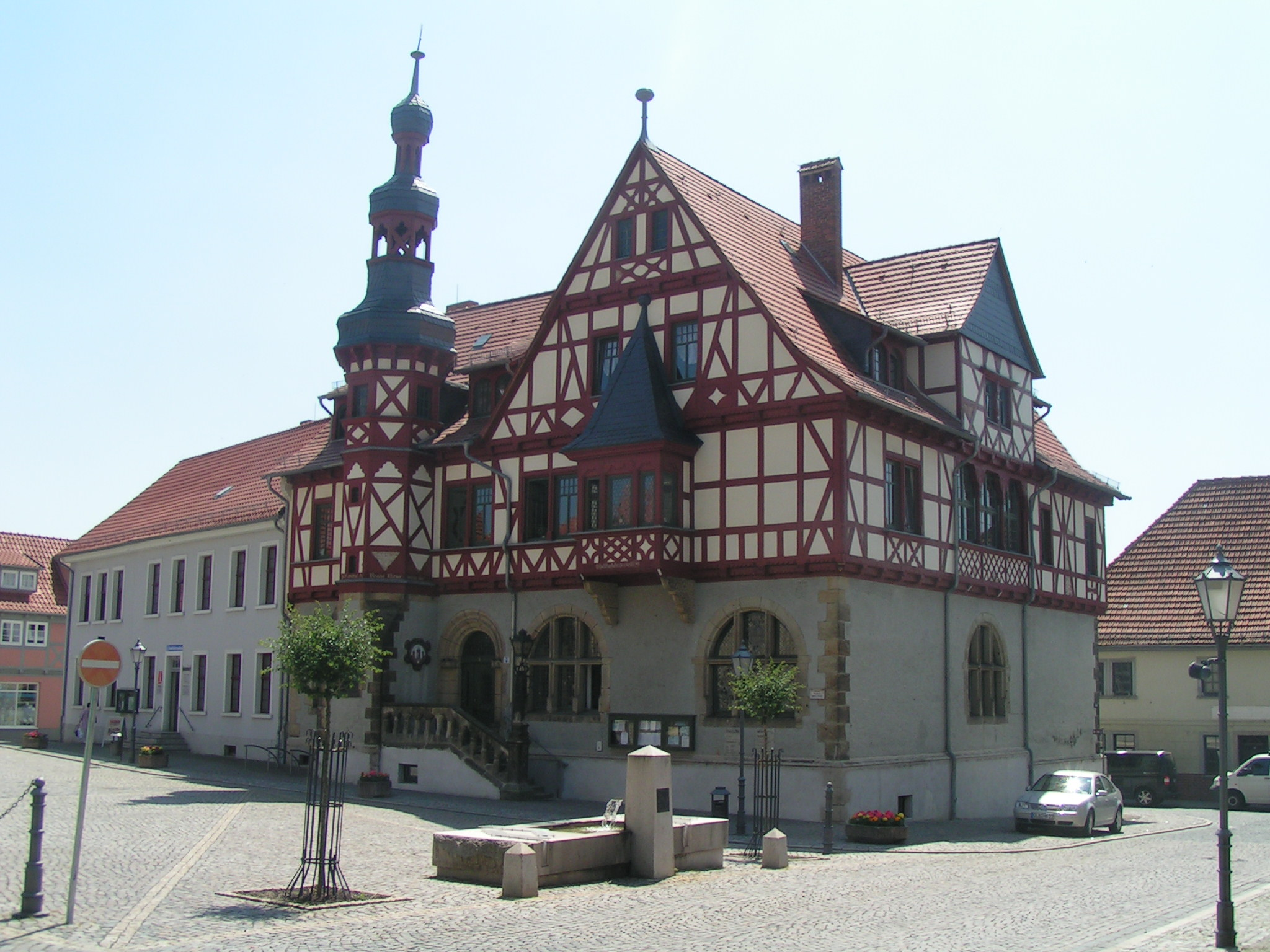
Ajuntament

Harzgerode és un municipi del districte de Harz a Saxònia-Anhalt, Alemanya. Es troba a una altitud de 400m. Té 8.538 habitants.

## Geografia
Aquesta localitat inclou:
- Harzgerode
- Alexisbad
- Dankerode
- Güntersberge
- Königerode
- Mägdesprung
- Neudorf
- Schielo
- Silberhütte
- Siptenfelde
- Straßberg

Harzgerode limita amb la part est de les Muntanyes Harz, al sud de Quedlinburg.

## Història
Aquest assentament es va construir en connexó amb l'abadia benedictina de Hagenrode a la vall del riu Selke el 993.
Quan la vila va esdevenir part del Principat d'Anhalt el 1535, va passar a ser centre administratiu del comtat d'Amt per Harzgerode i Güntersberge. La vila va ser la residència del Principat d'Anhalt-Bernburg-Harzgerode des de 1635 a 1709 al castell de Harzgerode.
El Castell de Heinrichsberg es troba prop del barri de Mägdesprung en les runes del Castell d'Anhalt que dona nom a aquesta regió.
L'1 d'agost de 2009 les poblacions de Güntersberge i Harzgerode i els municipis de Dankerode, Königerode, Schielo, Siptenfelde i Straßberg passaren a formar part del nou municipi d'Harzgerode. L'1 de setembre de 2010 Neudorf (Harz) també s'hi incorporà.

## Fills il·lustres
- Johann Philipp Sack (1722-1763) compositor i organista.